# ALEPH
ALEPH era uma das quatro grandes experiências de física de partículas que funcionou no LEP, do CERN, entre 1989 e 2000, e este acelerador produziu as primeiras colisões a partir de 1989.
ALEPH registrou milhares de eventos e cuja finalidade primeira era a de explorar o modelo padrão e pesquisar novas campos da física, com os acontecimentos (eventos) criados pela colisão de electrões e positrões a uma energia à volta do bosão Z (cerca dos 91 GeV) e mais tarde (1995-2000) do bosão W, logo acima dos 200 GeV .
Esta experiência foi realizada por uma importante colaboração formada de várias centenas de físicos e engenheiros de 30 universidades ou laboratórios nacionais de vários países.

## Características
- Dimensões; 6,4 de comprimento e 5,3 de diâmetro
- Campo magnético; 1,5 Tesla

## O complexo do CERN
A composição do CAC, sigla em inglês de CERN Acelarators Complex.